# Maria Margalida Perelló Pons
Maria Margalida Perelló Pons (Maria de la Salut, Mallorca, 1996) és una historiadora mallorquina especialitzada en la revolta de les Germanies.
Perelló es graduà en Història per la Universitat de les Illes Balears (UIB). Cursà a la Universitat de Salamanca el màster d’estudis avançats i investigació en Història. Societats, poders i identitats, i en la Universitat Internacional de La Rioja el màster en Formació del professorat d’Educació Secundària Obligatòria i Batxillerat. En l’actualitat és doctoranda en Història Moderna per la UIB.
Com a investigadora, Perelló s’ha especialitzat en la Germania de Mallorca (1521-1523). És autora de l’obra La Germania mallorquina. Un estat de la qüestió (2021) i ha col·laborat en el llibre El moviment revolucionari de les Germanies. Ideologia i consciència social (2021), d’Eulàlia Duran. A més, és autora també d’un seguit d’articles escrits amb motiu de les Jornades d’Estudis locals celebrades el 2019 i 2020 a Llubí i a sa Pobla sobre la Germania a aquests dos indrets. Fou guardonada el 2021 amb el premi Bartomeu Rosselló-Pòrcel dels premis 31 de Desembre de l'Obra Cultural Balear (OCB).